# Cacophis krefftii
Espèce
Synonymes
- Cacophis fordei Krefft, 1869

Cacophis krefftii est une espèce de serpents de la famille des Elapidae.

## Répartition
Cette espèce est endémique d'Australie. Elle se rencontre au Queensland et en Nouvelle-Galles du Sud.

## Étymologie
Cette espèce est nommée en l'honneur de Gerard Krefft.

## Publication originale
- Günther, 1863 : Third account of new species of snakes in the collection of the British Museum. Annals and magazine of natural history, ser. 3, vol. 12, p. 348-365 (texte intégral).